# Westdeutsche Fußballmeisterschaft 1910/11
Die westdeutsche Fußballmeisterschaft 1910/11 war der neunte vom Westdeutschen Spiel-Verband organisierte Wettbewerb. Sieger wurde der Duisburger SpV. In der Endrunde um die deutsche Meisterschaft erreichten die Duisburger das Viertelfinale.
Aus den leistungsstärksten Bezirken I bis III wurde wieder eine aus zehn Mannschaften bestehende Verbandsliga, im Volksmund besser bekannt als Zehnerliga, eingerichtet. Daneben wurde in acht Bezirken ein Bezirksmeister ermittelt (die Bezirke II und V sowie III und IV spielten jeweils einen gemeinsamen Meister aus). Die Bezirksmeister ermittelten im K.-o.-System den Sieger, der dann mit dem Gewinner der Zehnerliga um die westdeutsche Meisterschaft spielte.

## Verbandsliga
Der Duisburger SpV konnte seinen Titel verteidigen. Der Aufsteiger Dürener FC musste gleich wieder absteigen und wurde durch den VfvB Ruhrort ersetzt.
| Pl. | Verein               | Sp. | S  | U | N  | Tore    | Quote | Punkte |
| --- | -------------------- | --- | -- | - | -- | ------- | ----- | ------ |
| 1.  | Duisburger SpV (M)   | 18  | 14 | 3 | 1  | 066:250 | 2,64  | 31:50  |
| 2.  | Essener TB 1881      | 18  | 10 | 5 | 3  | 056:360 | 1,56  | 25:11  |
| 3.  | Cölner BC 1901       | 18  | 10 | 3 | 5  | 045:330 | 1,36  | 23:13  |
| 4.  | FC München-Gladbach  | 18  | 8  | 6 | 4  | 042:250 | 1,68  | 22:14  |
| 5.  | Alemannia Aachen     | 18  | 10 | 1 | 7  | 047:400 | 1,18  | 21:15  |
| 6.  | Bonner FV            | 18  | 8  | 1 | 9  | 041:340 | 1,21  | 17:19  |
| 7.  | Düsseldorfer FC 1899 | 18  | 4  | 5 | 9  | 025:440 | 0,57  | 13:23  |
| 8.  | Cölner FC 1899       | 18  | 4  | 4 | 10 | 028:440 | 0,64  | 12:24  |
| 9.  | Preußen Duisburg     | 18  | 4  | 3 | 11 | 033:540 | 0,61  | 11:25  |
| 10. | Dürener FC 1903 (N)  | 18  | 1  | 3 | 14 | 017:650 | 0,26  | 05:31  |

## Bezirksmeisterschaften

### Bezirk I Rheinischer Südkreis
| Pl. | Verein              | Sp. | S | U | N  | Tore    | Quote | Punkte |
| --- | ------------------- | --- | - | - | -- | ------- | ----- | ------ |
| 1.  | Jugend Düren        | 12  | 9 | 1 | 2  | 050:190 | 2,63  | 19:50  |
| 2.  | FC Borussia Cöln    | 12  | 8 | 2 | 2  | 054:170 | 3,18  | 18:60  |
| 3.  | FC Rhenania Cöln    | 12  | 7 | 1 | 4  | 044:220 | 2,00  | 15:90  |
| 4.  | Mülheimer SV 06 (N) | 12  | 6 | 3 | 3  | 024:220 | 1,09  | 15:90  |
| 5.  | Cölner SpV          | 12  | 5 | 0 | 7  | 016:310 | 0,52  | 10:14  |
| 6.  | SV Kalk 04 a        | 12  | 3 | 1 | 8  | 017:350 | 0,49  | 07:17  |
| 7.  | FC Victoria Aachen  | 12  | 0 | 0 | 12 | 008:670 | 0,12  | 0:24   |

| (N) | Aufsteiger |

### Bezirk II/V Rheinischer Nordkreis/Berg

#### Gruppe West
| Pl. | Verein                            | Sp. | S  | U | N  | Tore    | Quote | Punkte |
| --- | --------------------------------- | --- | -- | - | -- | ------- | ----- | ------ |
| 1.  | Düsseldorfer SV 04 (A)            | 18  | 12 | 4 | 2  | 061:200 | 3,05  | 28:80  |
| 2.  | FC Eintracht München-Gladbach (N) | 18  | 13 | 0 | 5  | 049:340 | 1,44  | 26:10  |
| 3.  | FC Solingen 95                    | 18  | 12 | 1 | 5  | 047:350 | 1,34  | 25:11  |
| 4.  | Rheydter Spielverein              | 18  | 10 | 2 | 6  | 037:470 | 0,79  | 22:14  |
| 5.  | FC Borussia München-Gladbach      | 18  | 8  | 4 | 6  | 042:270 | 1,56  | 20:16  |
| 6.  | BV Solingen 98                    | 18  | 8  | 3 | 7  | 032:410 | 0,78  | 19:17  |
| 7.  | Düsseldorfer FK Union             | 18  | 6  | 4 | 8  | 027:210 | 1,29  | 16:20  |
| 8.  | Hildener FC 1903                  | 18  | 4  | 1 | 13 | 019:370 | 0,51  | 09:27  |
| 9.  | FC Germania Hilden                | 18  | 4  | 0 | 14 | 017:340 | 0,50  | 08:28  |
| 10. | Crefelder FC 1895 (N)             | 18  | 3  | 1 | 14 | 022:570 | 0,39  | 07:29  |

| (A) | Absteiger  |
| (N) | Aufsteiger |

#### Gruppe Ost
| Pl. | Verein                  | Sp. | S  | U | N  | Tore    | Quote | Punkte |
| --- | ----------------------- | --- | -- | - | -- | ------- | ----- | ------ |
| 1.  | BV Barmen               | 14  | 10 | 3 | 1  | 048:190 | 2,53  | 23:50  |
| 2.  | SSV Elberfeld           | 14  | 9  | 3 | 2  | 054:230 | 2,35  | 21:70  |
| 3.  | Cronenberger SC (N)     | 14  | 8  | 2 | 4  | 037:280 | 1,32  | 18:10  |
| 4.  | Remscheider FC 1906 (N) | 14  | 7  | 3 | 4  | 021:310 | 0,68  | 17:11  |
| 5.  | FC Hagen 1905           | 14  | 4  | 1 | 9  | 022:350 | 0,63  | 09:19  |
| 6.  | Gräfrather BSC 1903 (N) | 14  | 4  | 1 | 9  | 030:430 | 0,70  | 09:19  |
| 7.  | BV Schlagbaum (N)       | 14  | 4  | 1 | 9  | 024:380 | 0,63  | 09:19  |
| 8.  | Velberter FC 1902       | 14  | 3  | 0 | 11 | 022:410 | 0,54  | 06:22  |

| (N) | Aufsteiger |

#### Entscheidungsspiel
| Datum        |                    | Ergebnis |           | Austragungsort |
| ------------ | ------------------ | -------- | --------- | -------------- |
| 21. Mai 1911 | Düsseldorfer SV 04 | 1:2      | BV Barmen | Düsseldorf     |

### Bezirk III/IV Ruhr/Mark
| Pl. | Verein                      | Sp. | S  | U | N  | Tore    | Quote | Punkte |
| --- | --------------------------- | --- | -- | - | -- | ------- | ----- | ------ |
| 1.  | VfvB Ruhrort                | 16  | 12 | 4 | 0  | 050:190 | 2,63  | 28:40  |
| 2.  | Duisburger SV Viktoria 1899 | 16  | 12 | 1 | 3  | 061:240 | 2,54  | 25:70  |
| 3.  | Dortmunder FC 1895          | 16  | 9  | 1 | 6  | 037:180 | 2,06  | 19:13  |
| 4.  | Meidericher SV 1902 (N)     | 16  | 8  | 2 | 6  | 062:400 | 1,55  | 18:14  |
| 5.  | Essener SV 1899             | 16  | 6  | 3 | 7  | 038:460 | 0,83  | 15:17  |
| 6.  | SuS Schalke 96              | 16  | 5  | 2 | 9  | 029:560 | 0,52  | 12:20  |
| 7.  | BV Gelsenkirchen            | 16  | 4  | 2 | 10 | 028:450 | 0,62  | 10:22  |
| 8.  | BV 04 Dortmund              | 16  | 4  | 1 | 11 | 020:460 | 0,43  | 09:23  |
| 9.  | Sp.Abt. im Turnklub Essen   | 16  | 3  | 2 | 11 | 028:590 | 0,47  | 08:24  |

| (N) | Aufsteiger |

### Bezirk VI Hessen
| Pl. | Verein             | Sp. | S | U | N | Tore    | Quote | Punkte |
| --- | ------------------ | --- | - | - | - | ------- | ----- | ------ |
| 1.  | Casseler FV        | 6   | 5 | 0 | 1 | 017:500 | 3,40  | 10:20  |
| 2.  | 1. BC Sport Cassel | 6   | 3 | 1 | 2 | 012:140 | 0,86  | 07:50  |
| 3.  | FV Teutonia Cassel | 6   | 2 | 1 | 3 | 010:210 | 0,48  | 05:70  |
| 4.  | Göttinger FC 1905  | 6   | 1 | 0 | 5 | 007:600 | 1,17  | 02:10  |

### Bezirk VII Ravensberg/Lippe

#### Gruppe West
| Pl. | Verein                | Sp. | S | U | N | Tore    | Quote | Punkte |
| --- | --------------------- | --- | - | - | - | ------- | ----- | ------ |
| 1.  | FC Olympia Osnabrück  | 8   | 5 | 1 | 2 | 024:190 | 1,26  | 11:50  |
| 2.  | Osnabrücker BSV 1905  | 8   | 5 | 0 | 3 | 027:150 | 1,80  | 10:60  |
| 3.  | FC Teutonia Osnabrück | 8   | 4 | 2 | 2 | 020:120 | 1,67  | 10:60  |
| 4.  | Preußen Münster       | 8   | 2 | 1 | 5 | 009:160 | 0,56  | 05:11  |
| 5.  | FC Osnabrück 1899     | 8   | 2 | 0 | 6 | 010:280 | 0,36  | 04:12  |
| 6.  | ASC Münster b (N)     | 0   | 0 | 0 | 0 | 000:000 | 1,00  | 0:0    |

| (N) | Aufsteiger |

#### Gruppe Ost
| Pl. | Verein                   | Sp. | S | U | N | Tore    | Quote | Punkte |
| --- | ------------------------ | --- | - | - | - | ------- | ----- | ------ |
| 1.  | Hammer FC 1903           | 8   | 6 | 0 | 2 | 022:100 | 2,20  | 12:40  |
| 2.  | Arminia Bielefeld        | 8   | 4 | 1 | 3 | 026:140 | 1,86  | 09:70  |
| 3.  | VfB 03 Bielefeld         | 8   | 4 | 0 | 4 | 017:120 | 1,42  | 08:80  |
| 4.  | VfB Hamm (N)             | 8   | 2 | 2 | 4 | 017:260 | 0,65  | 06:10  |
| 5.  | Bielefelder SC Eintracht | 8   | 2 | 1 | 5 | 007:270 | 0,26  | 05:11  |

| (N) | Aufsteiger |

#### Entscheidungsspiele
| Datum         |                      | Ergebnis |                      | Austragungsort |
| ------------- | -------------------- | -------- | -------------------- | -------------- |
| 5. März 1911  | FC Olympia Osnabrück | 1:0      | Hammer FC 1903       | Osnabrück      |
| 12. März 1911 | Hammer FC 1903       | 3:1      | FC Olympia Osnabrück | Hamm           |
| 19. März 1911 | Hammer FC 1903       | 1:3      | FC Olympia Osnabrück | Bielefeld      |

### Bezirk VIII Oberhessen
| Pl. | Verein               | Sp. | S | U | N  | Tore    | Quote | Punkte |
| --- | -------------------- | --- | - | - | -- | ------- | ----- | ------ |
| 1.  | FC Jahn Siegen       | 10  | 9 | 0 | 1  | 052:100 | 5,20  | 18:20  |
| 2.  | VfB Marburg          | 10  | 8 | 0 | 2  | 030:190 | 1,58  | 16:40  |
| 3.  | Gießener SV 1900     | 10  | 5 | 2 | 3  | 031:130 | 2,38  | 12:80  |
| 4.  | VfB 1908 Gießen      | 10  | 3 | 1 | 6  | 031:280 | 1,11  | 07:13  |
| 5.  | Wetzlarer FC 1905    | 10  | 3 | 1 | 6  | 007:460 | 0,15  | 07:13  |
| 6.  | Gießener BC 1904 (N) | 10  | 0 | 0 | 10 | 006:410 | 0,15  | 0:20   |

| (N) | Aufsteiger |

### Bezirk IX Fulda
| Pl. | Verein                | Sp. | S | U | N | Tore    | Quote | Punkte |
| --- | --------------------- | --- | - | - | - | ------- | ----- | ------ |
| 1.  | Borussia Fulda        | 4   | 4 | 0 | 0 | 020:100 | 20,00 | 08:0   |
| 2.  | Fuldaer Kickers (N)   | 4   | 1 | 0 | 3 | 005:110 | 0,45  | 02:60  |
| 3.  | FC Viktoria Fulda (N) | 4   | 1 | 0 | 3 | 007:200 | 0,35  | 02:60  |

| (N) | Aufsteiger |

## Endrunde
Der Duisburger SpV war als Gewinner der Zehnerliga direkt für das westdeutsche Finale qualifiziert.

### Viertelfinale der A-Klassenmeister
Der VfvB Ruhrort erhielt ein Freilos.
| Datum         |                      | Ergebnis |                | Austragungsort |
| ------------- | -------------------- | -------- | -------------- | -------------- |
| 26. März 1911 | FC Olympia Osnabrück | 2:1      | Casseler FV    | Dortmund       |
| 26. März 1911 | FC Borussia Fulda    | 2:0      | FC Jahn Siegen | Gießen         |
| 26. März 1911 | VfJuV Düren          | 3:1      | BV Barmen      | Düsseldorf     |

### Halbfinale der A-Klassenmeister
| Datum         |                      | Ergebnis |                   | Austragungsort   |
| ------------- | -------------------- | -------- | ----------------- | ---------------- |
| 2. April 1911 | VfvB Ruhrort         | 4:2      | VfJuV Düren       | München-Gladbach |
| 2. April 1911 | FC Olympia Osnabrück | 3:1      | FC Borussia Fulda | Cassel           |

### Finale der A-Klassenmeister
| Datum         |              | Ergebnis |                      | Austragungsort |
| ------------- | ------------ | -------- | -------------------- | -------------- |
| 9. April 1911 | VfvB Ruhrort | 6:1      | FC Olympia Osnabrück | Elberfeld      |

### Finale um die westdeutsche Meisterschaft
| Datum          |                | Ergebnis |              | Austragungsort |
| -------------- | -------------- | -------- | ------------ | -------------- |
| 23. April 1911 | Duisburger SpV | 3:0      | VfvB Ruhrort | Duisburg       |